# Гурен
Гурен (фр. Gourin) — коммуна на северо-западе Франции, находится в регионе Бретань, департамент Морбиан, округ Понтиви, центр кантона Гурен. Расположена в центре полуострова Бретань, в 43 км к северо-востоку от Кемпера и в 81 км к юго-западу от Сен-Бриё, в 13 км от национальной автомагистрали N164.
Население (2019) — 3 779 человек.

## История
В XI-XIII веках Гурен принадлежал одноименному семейству виконтов, с 1265 года стал частью владений герцогов Бретани. С 1532 года, после объединения Бретани с Францией, и до Великой французской революции Гурен был резиденцией королевского бальи.  
Гурен получил известность благодаря участию его жителей в Восстании гербовой бумаги: 29 июня 1675 года около 200 человек из Гурена и окрестных деревень разбили каменными ударами двери и окна дома местного сборщика налогов и избили его. 6 и 7 июля жители Гурена участвовали в беспорядках в Каре и разграблении замка Кергоэ 11 июля. Когда восстание было подавлено, Гурену пришлось заплатить  5 500 фунтов в качестве компенсации владельцу замка Кергоэ, а предводитель восстания Шарль Морван был сослан на галеры.
В конце XIX века и начале XX века, особенно между 1902 годом и Первой мировой войной, Гурен и его окрестности пережили очень сильную волну эмиграции, в основном молодых людей, в Северную Америку, хотя она началась еще в XVIII веке. Священники разъезжали по деревням и агитировали за эту эмиграцию, сначала в Канаду, главным образом в Манитобу, Альберту, Онтарио и Квебек, причем правительство выделяло им участки земли, которые после пятилетнего освоения становились собственностью поселенцев. Большинство эмигрантов работали в сельском хозяйстве, другие — на рубке деревьев или на бумажных фабриках. Вторая волна эмиграция произошла в 50-е годы XX века и была ориентирована на Канаду и США. Возвращение на родину части этих эмигрантов, называемых здесь «американцами», стало мощным средством модернизации сельского хозяйства и жилищного строительства, а также изменения менталитета, однако большинство эмигрантов остались в Северной Америке. В связи с этими событиями в центре Гурена в 1900 году была установлена копия американской Статуи Свободы.

## Достопримечательности
- Церковь Святых Петра и Павла XVI века
- Часовни Святого Эрве и Святого Николая XV-XVI веков
- Усадьба Тронжоли XVIII века
- Особняк Мангионне XIV-XV веков
- Мегалиты — крытая аллея Мангионне и менгир Кербиге-Лан

## Экономика
Структура занятости населения:
- сельское хозяйство — 7,8 %
- промышленность — 26,5 %
- строительство — 8,3 %
- торговля, транспорт и сфера услуг — 28,2 %
- государственные и муниципальные службы — 29,1 %

Уровень безработицы (2018) — 12,3 % (Франция в целом —  13,4 %, департамент Морбиан — 12,1 %). 

Среднегодовой доход на 1 человека, евро (2018) — 20 010 (Франция в целом — 21 730, департамент Морбиан — 21 830).

## Демография
Динамика численности населения, чел.

## Администрация
Пост мэра Гурена с 2020 года занимает Эрве Ле Флош (Hervé Le Floc’h). На муниципальных выборах 2020 года возглавляемый им независимый блок одержал победу в 1-м туре, получив 52,69 % голосов.
| Период | Период | Фамилия         | Партия                                                  | Примечания                                         |
| ------ | ------ | --------------- | ------------------------------------------------------- | -------------------------------------------------- |
| 1965   | 1983   | Эмиль Ле Галь   |                                                         |                                                    |
| 1983   | 1989   | Ив Юиторель     | Социалистическая партия                                 | учитель, директор колледжа                         |
| 1989   | 1995   | Луи Ле Кентрек  | Объединение в поддержку Республики                      |                                                    |
| 1995   | 2001   | Робер Юльяк     | Социалистическая партия                                 | член Регионального совета Бретани                  |
| 2001   | 2020   | Давид Ле Сольек | Разные правые, Союз за народное движение, Республиканцы | предприниматель, член Регионального совета Бретани |
| 2020   |        | Эрве Ле Флош    |                                                         |                                                    |

## Города-побратимы
- Раш, Ирландия

## Галерея

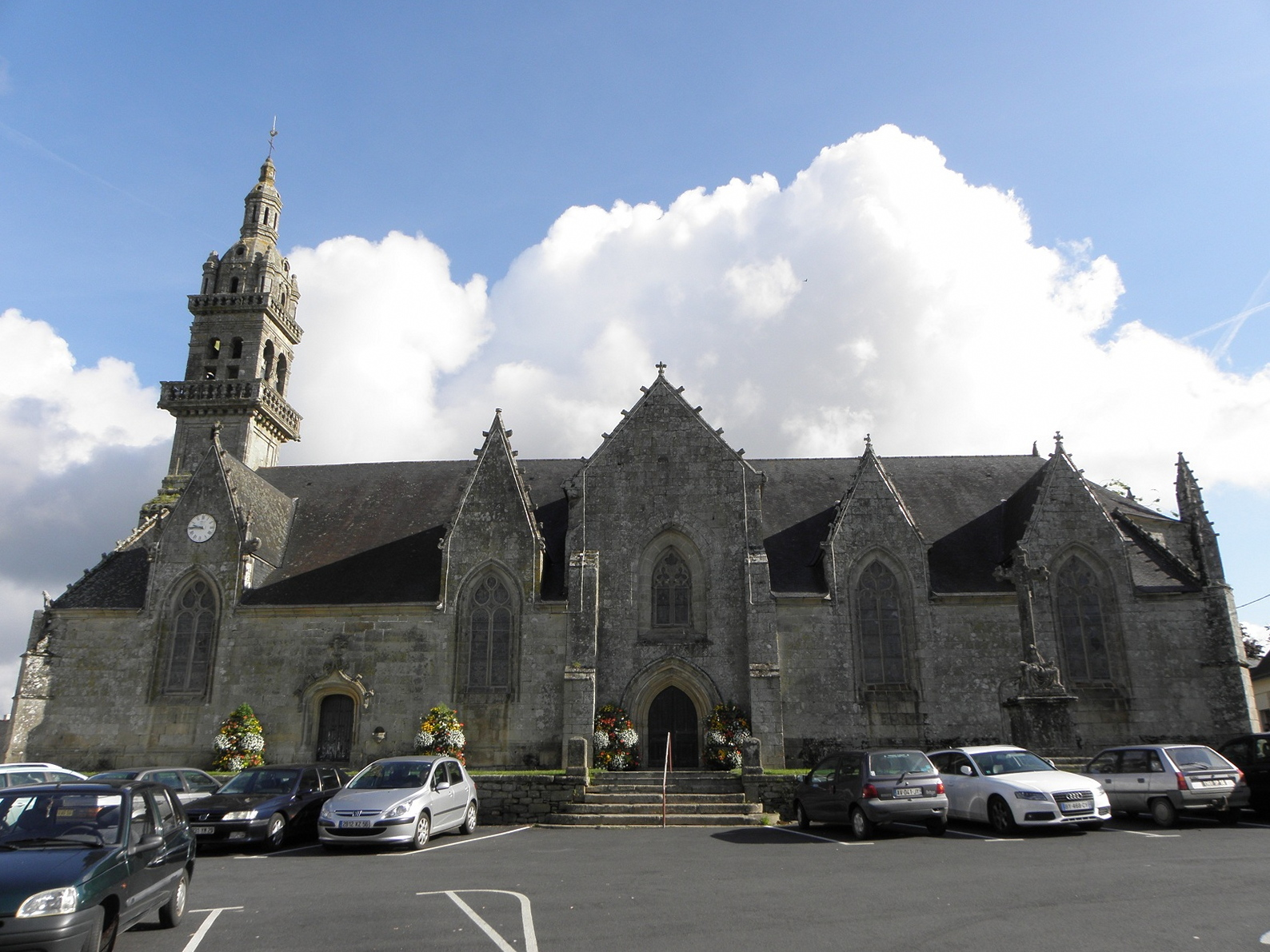
Церковь Святых Петра и Павла
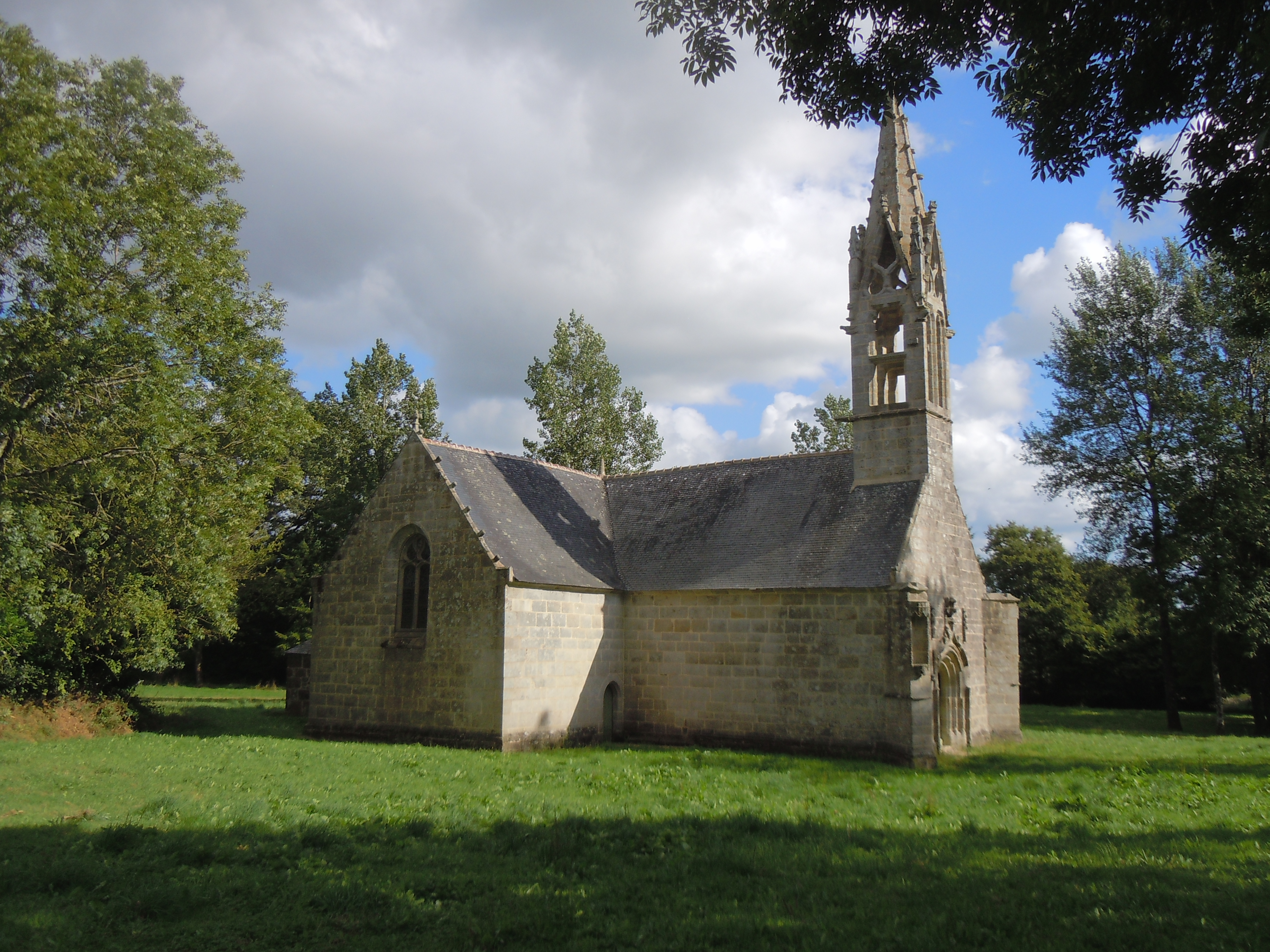
Часовня Святого Эрве
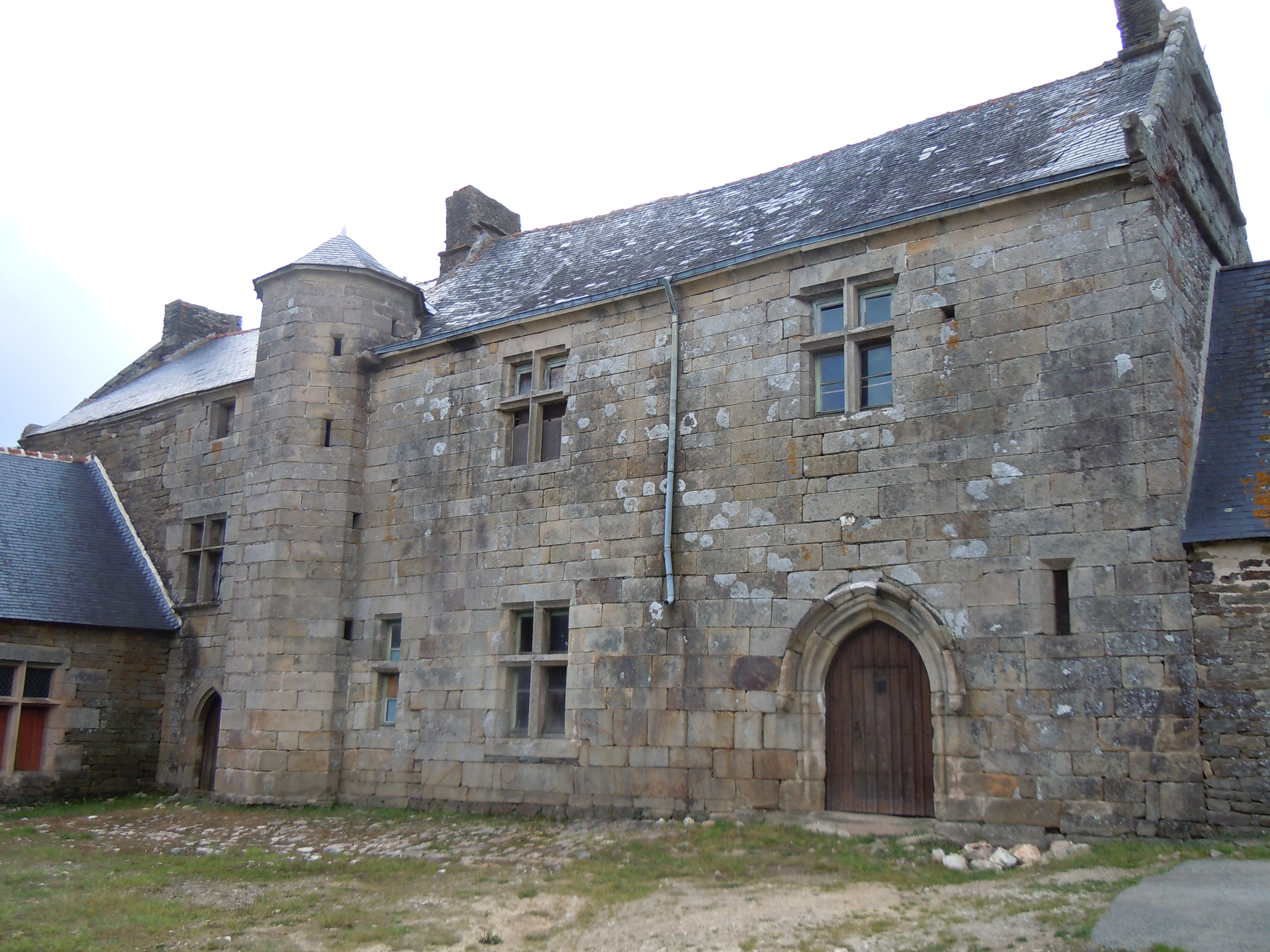
Особняк Мангионне
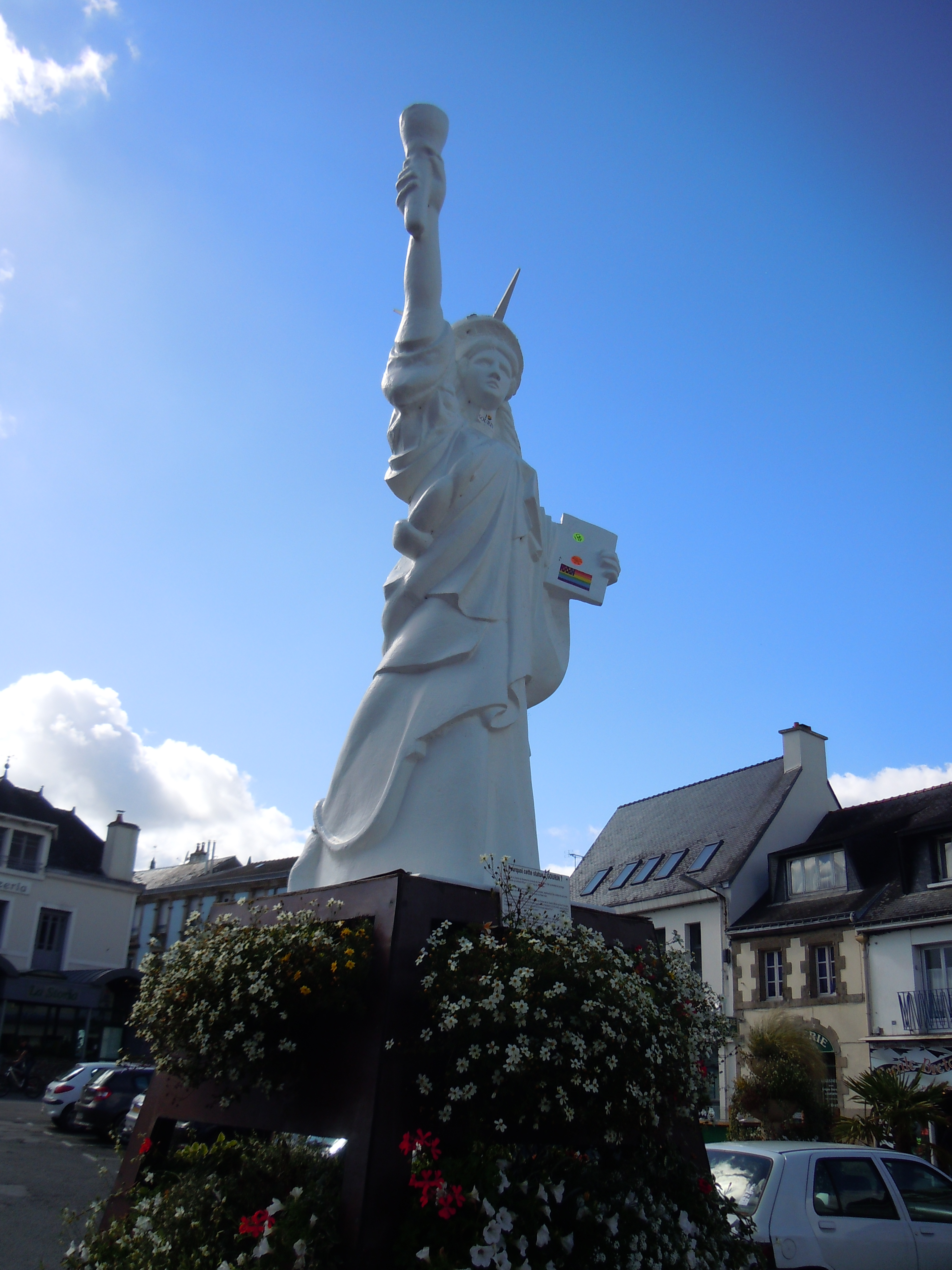
Копия Статуи Свободы

1. 1 2  база данных о французских коммунах — Национальный географический институт Франции, 2015.